# Памятник жертвам Холокоста (Севастополь)
Памятник жертвам Холокоста в Севастополе — мемориал, установленный в память о севастопольских евреях и крымчаках, расстрелянных нацистами после взятия города в июле 1942 года.

## История
По состоянию на 1939 год в Севастополе проживало 5 988 евреев, что составляло 5,5 % от общего населения.
6 июля 1942 года, спустя несколько дней после того, как нацисты захватили Севастополь, на улицах города были расклеены листовки, в которых содержался приказ оккупационных властей о том, что всем евреям и крымчакам проживающим в населенном пункте и его окрестностях, необходимо «нашить шестиконечные звезды на груди и спине, явиться в еврейский комитет на ул. Херсонской (здание стадиона) для регистрации». Стадион располагался неподалёку от улицы Восставших. Каждой семье предписывалось взять с собой ценные вещи, ключи и листок с адресом и трёхдневный запас продуктов.
В материалах Севастопольской городской чрезвычайной комиссии по расследованию злодеяний немецко-фашистских захватчиков и их сообщников, говорится, что 12 июля 1942 года нацисты согнали на местный стадион всё выявленное еврейское население города и несколько десятков крымчаков . Фашисты объявили им, что их распределят для работ за пределы Севастополя. На самом деле, людей со стадиона развезли по заранее определённым местам расстрелов: 4-й километр Балаклавского шоссе, Максимову дачу, деревню Старые Шули и Балта-Чокрак под Бахчисараем.
В ходе послевоенных расследований злодеяний СС на территории Крыма было установлено, что летом 1942 года после взятия Севастополя зондеркоманда 11a Айнзацгруппы D под командованием штандартенфюрера СС Отто Олендорфа передислоцировалась туда, заняв дом на улице Частника. После сбора и регистрации она расстреляла и умертвила в газвагенах 1500 (по другим данным, показания начальника жандармерии Э. Шреве, 1200) евреев из Севастополя. В течение июля 1942 года подразделением было уничтожено 2022 евреев, выявленных среди советских военнопленных.
Сбор, выявление и конвоирование жертв осуществлялось также служащими Русской городской вспомогательной полиции Севастополя. Возглавлял её полицмейстер Б. В. Кормчинов-Некрасов, формально подчинявшийся севастопольскому бургомистру Н. Мадатову.
В дальнейшем после массовых казней айнзацкоманда свернула свою деятельность (по инструкции она передвигалась за фронтом армии) и передала процесс выявления и уничтожения евреев Севастопольской службе безопасности (СД), руководитель штурмшарфюрер Майер. Одиночные расправы продолжались весь период оккупации.
Всего советской Чрезвычайной городской комиссией по результатам расследования за период оккупации число жертв определено в 4200 человек. Поимённо удалось определить чуть более 300 фамилий. В основном это были, старики, женщины, дети. Среди расстрелянных также было много учителей и врачей. В документах отмечается поступок врача 1-й городской больницы Я. Звенигородского. Ему после регистрации нацисты предложили сохранить жизнь и отправиться домой в обмен на то, что он назовет адреса еврейских детей. Врач ответил фашистам отказом: «Где мой народ, там и я». Из 4200 человек удалось спастись лишь 14-летней девочке Анне Сальник.

## Описание
Открыт в годовщину трагедии 12 июля 2003 года на площади Восставших. Авторы памятника: архитектор Людмила Гительзон, художник — Сергей Павлишин. Мемориал представляет собой шестиконечную звезду Давида с изображением Меноры. Постамент состоит из двух ступеней, каждая из которых символизирует разрушенный Иерусалимский храм. Звезда Давида установлена на фоне стены с мемориальными надписями.